# Asystasia minutiflora
Asystasia minutiflora är en akantusväxtart som beskrevs av Ensermu och Vollesen. Asystasia minutiflora ingår i släktet Asystasia och familjen akantusväxter. Inga underarter finns listade i Catalogue of Life.